# Villers-Saint-Barthélemy
Villers-Saint-Barthélemy è un comune francese di 483 abitanti situato nel dipartimento dell'Oise della regione dell'Alta Francia.

## Società

### Evoluzione demografica
Abitanti censiti